# Glaucotes
Glaucotes is een kevergeslacht uit de familie van de boktorren (Cerambycidae). De wetenschappelijke naam van het geslacht werd voor het eerst geldig gepubliceerd in 1913 door Casey.

## Soorten
Glaucotes is monotypisch en omvat slechts de volgende soort:
- Glaucotes yuccivorus (Fall, 1907)